# حوية الهمداني (يريم)

تعديل مصدري - تعديل

حوية الهمداني محلة تابعة لقرية الخرابة، التابعة لعزلة عراس بمديرية يريم إحدى مديريات محافظة إب في الجمهورية اليمنية، بلغ تعداد سكانها 66 حسب تعداد اليمن لعام 2004.